# 알렉스 스커비
알렉스 스커비(Alex Skuby, 1972년 12월 27일 ~ )는 미국의 배우, 영화배우, 텔레비전 배우이다.

## 영화
- 사랑을 찾아서 (2005년) - 제이크 역
- CSI 라스베가스 시즌1 (2000년)
- 페이백 (1999년)
- 킹 오브 퀸즈 (1998년)
- ER (1994년)